# Contea di Cang
La contea di Cang (沧县S, Cāng XiànP) è una contea della Cina, situata nella provincia di Hebei e amministrata dalla prefettura di Cangzhou.